# Aggies de Texas A&M (football américain)
Pour le club omnisports, voir Aggies de Texas A&M.
Stade
Maillots
Champion 1919, 1927, 1939
Saison en cours
Le programme de football américain des Aggies de Texas A&M représente l'université A&M du Texas située à College Station au Texas au sein de la NCAA Division I Football Bowl Subdivision (FBS).

## Histoire

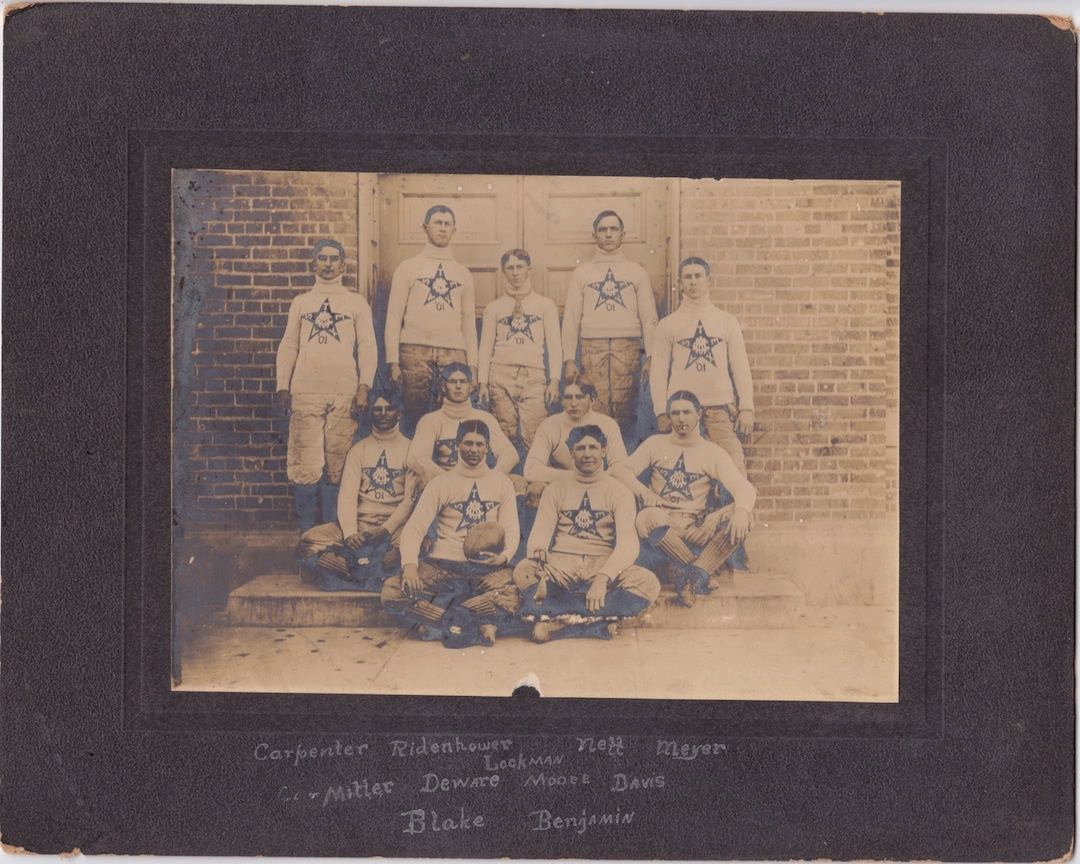
Équipe des Aggies en 1901.
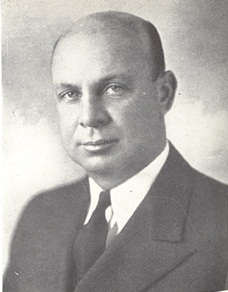
L'entraîneur Dana X. Bible (1919-1928), 4 titres de conférence, 2 titres nationaux (2019, 1927) et vainqueur du Dixie Classic 1922.
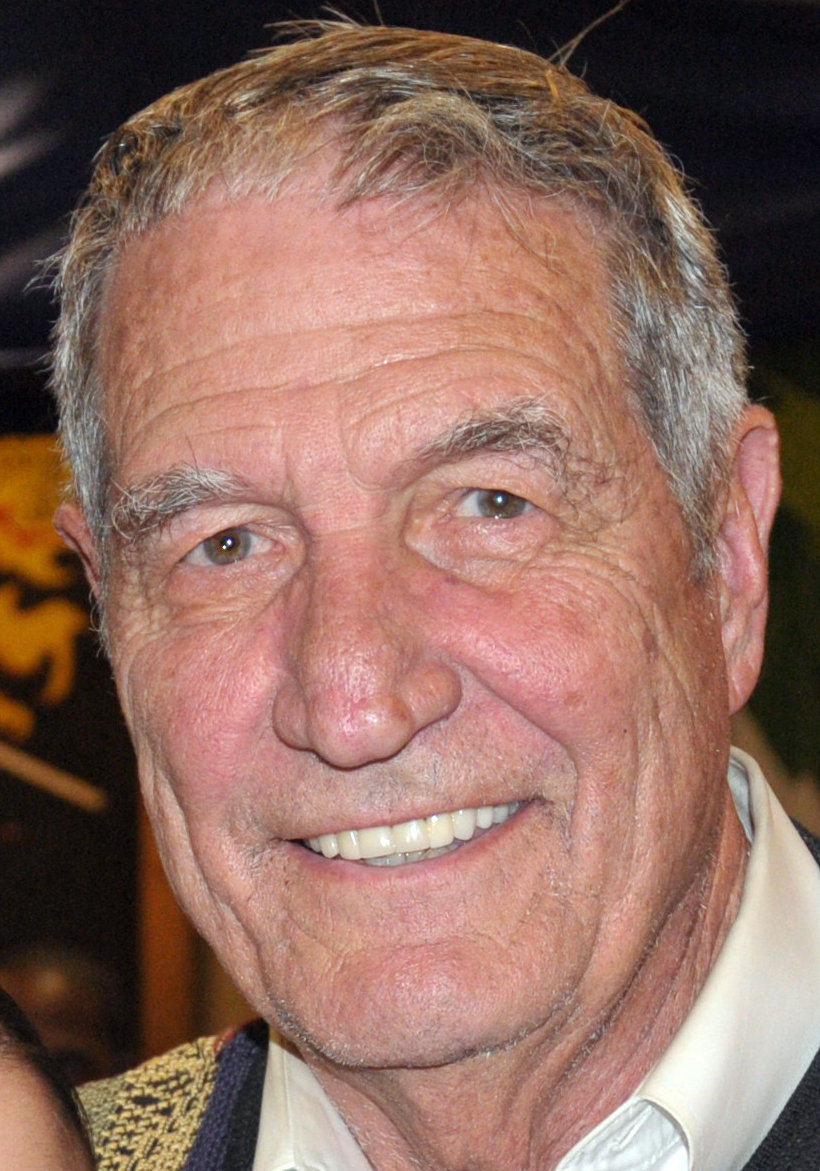
L'entraîneur Gene Stallings (1965–1971), 1 titre de conférence et vainqueur du Cotton Bowl Classic 1968.
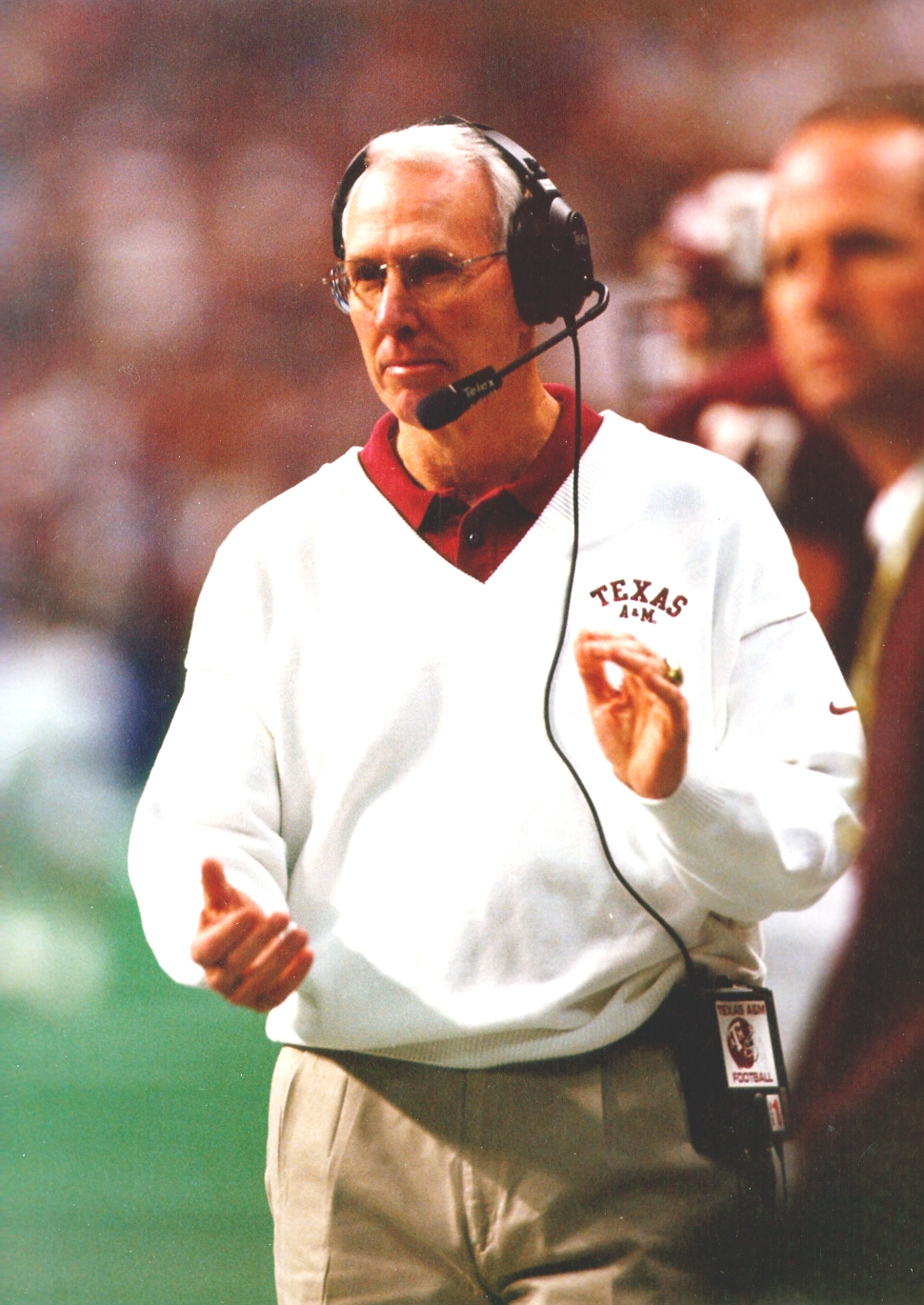
L'entraîneur Richard Copeland Slocum (1989–2002), 4 titres de conférence, vainqueur du Holiday Bowl 1990 et du Alamo Bowl 1995.

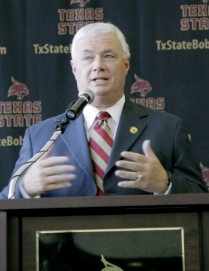
L'entraîneur Dennis Francione (2003–2007), .
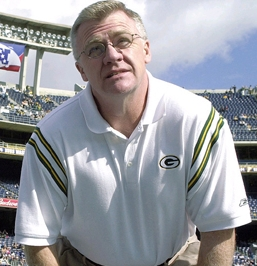
L'entraîneur Mike Sherman (2008–2011), vainqueur du Texas Bowl 2011.
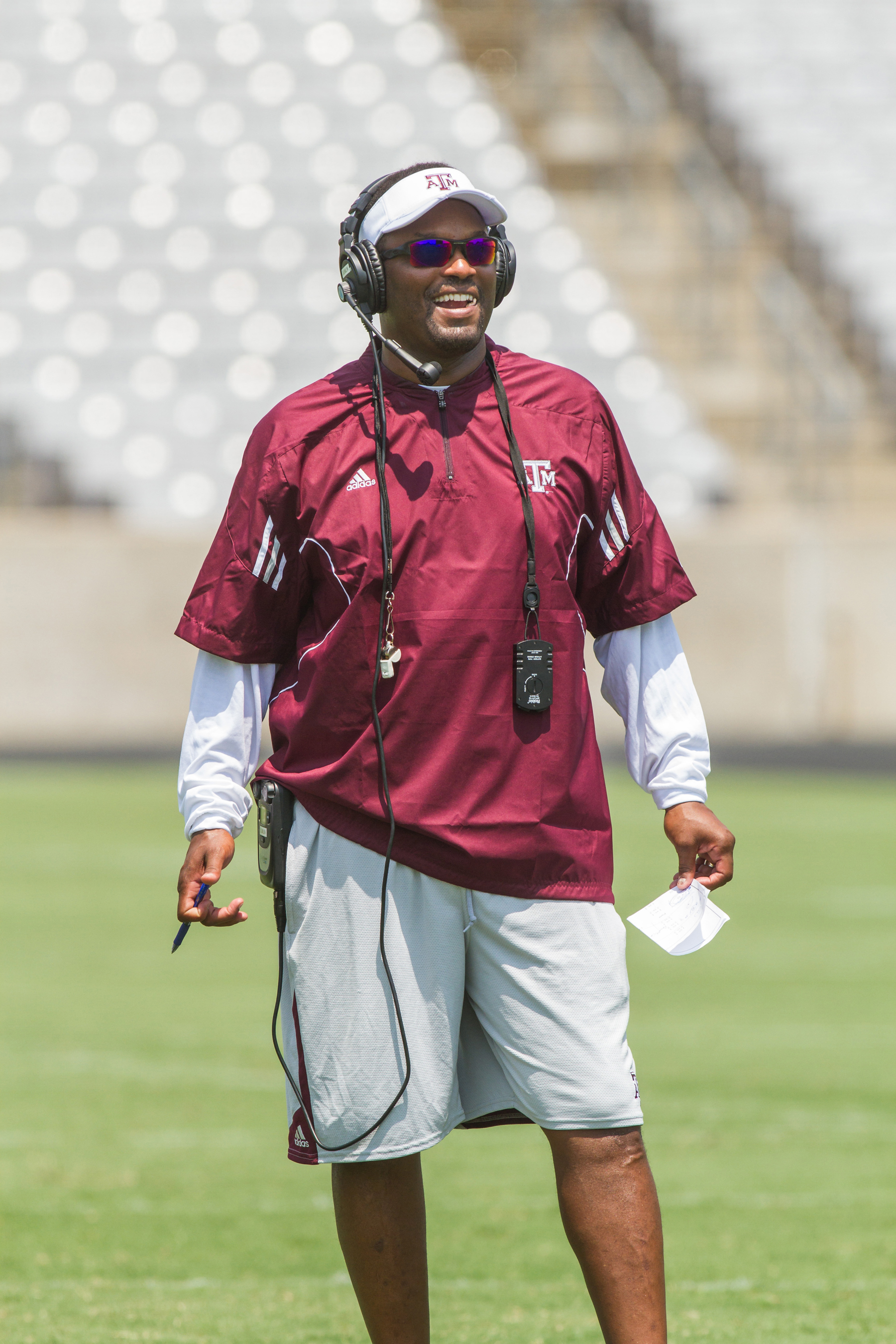
L'entraîneur Kevin Sumlin (2012–2017), vainqueur de trois bowls.
L'entraîneur Jimbo Fisher (2018–2023), vainqueur de trois bowls.
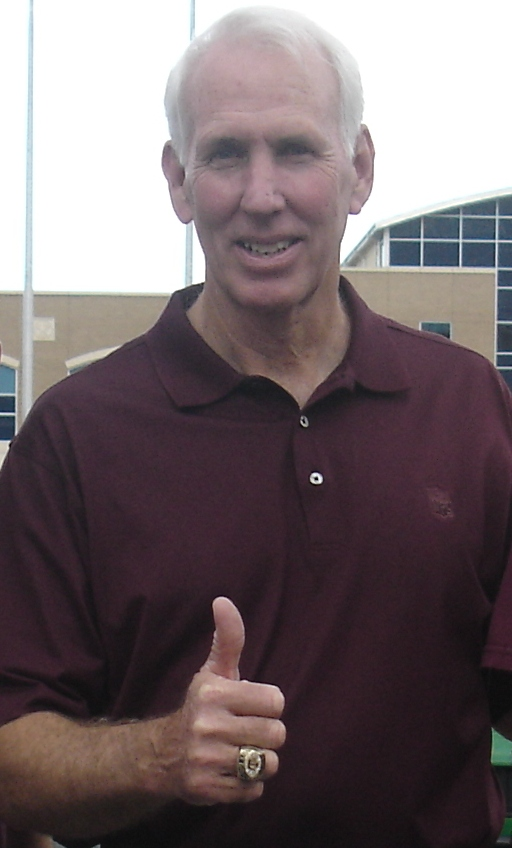
L'entraîneur R.C. Slocum effectuant un gig 'em avec sa bague de champion de la conférence Big 12..

## Descriptif en début de saison 2025
- Couleurs :   (blanc et maron)

- Surnom : Les Aggies

- Dirigeants :
  - Directeur sportif : Ross Bjork
  - Entraîneur principal : Mike Elko (2e saison) bilan : 8-4 (66,7 %)

- Stade :
  - Nom : Kyle Field
  - Capacité : 102 733
  - Surface de jeu : pelouse naturelle (Latitude 36 Bermudagrass)
  - Lieu : 756, Houston Street, College Station, Texas-77843

- Conférence :
  - Actuelle : Southeastern Conference (SEC)
  - Ancienne :
    - Indépendants : 1894–1902
    - Southern Intercollegiate Athletic Association (en) - SIAC : 1903–1908
    - Indépendants : 1909–1911
    - Southern Intercollegiate Athletic Association - SIAC : 1912–1914
    - Texas Intercollegiate Athletic Association - TIAA : 1913–1917
    - Southwest Conference : 1915–1996
    - Big 12 Conference : 1996–2011
    - Division Ouest (West) de la Southeastern Conference (2012-2023)

- Internet :
  - Nom site Web : wwws.12thman.com
  - URL : https://www.12thman.com

- Bilan des matchs :
  - Victoires : 786 (60,4%)
  - Défaites : 508
  - Nuls : 48

- Bilan des Bowls :
  - Victoires : 20 (46%)
  - Défaites : 22
  - Nuls : 0

- College Football Playoff :
  - Apparitions : 0
  - Bilan : -
  - Apparitions en College Football Championship Game : 0

- Titres :
  - Titres nationaux non réclamés : 1 (1917)
  - Titres nationaux : 3 (1919, 1927, 1939)[1],[2]
  - Titres de la conférence : 18 (17 SWC, 1 Big 12)
  - Titres de la division South de la Big 12 : 3 (1997, 1998, 2010)

- Joueurs :
  - Meilleures statistiques individuelles de l'histoire des Aggies (en).
  - Vainqueurs du Trophée Heisman : 2 (John David Crow (en) en 1957 et Johnny Manziel en 2012)
  - Sélectionnés All-American : 33[3]

- Hymne : Aggie War Hymn (en)
- Mascotte : un chien de race Colley à poils longs dénommé « Reveille (en) »
- Fanfare : Fightin' Texas Aggie Band (en)

- Rivalités :
  - Razorbacks de l'Arkansas : The Southwest Classic
  - Bears de Baylor : Battle of the Brazos (en)
  - Tigers de LSU : rivalité (en)
  - Horned Frogs de TCU : rivalité (en)
  - Longhorns du Texas : Lone Star Showdown (en)
  - Red Raiders de Texas Tech : rivalité (en)

## Palmarès
(dernière mise à jour en fin de saison 2024)
Texas A&M a gagné officiellement 786 matchs pour 508 défaites et 48 nuls (moyenne de 60,4%).

### Titre national
Texas A&M revendique trois titres de champion de la nation. Cependant à l'époque, il n'y avait pas d'organisme gouvernemental ou réglementaire unique qui réglementait, reconnaissait ou attribuait les championnats nationaux de football universitaire et il existait de nombreux organismes indépendants qui délivraient des titres de champion nationaux.
- L'équipe de 1919 termine la saison avec un bilan de 10–0–0 et le titre de champion national lui est décerné par dix organismes dont Billingsley Report et la National Championship Foundation. D'autres systèmes accorderont à titre rétroactif le titre de champion 1919 plutôt à Notre Dame ou Harvard[4],[5].
- L'équipe de 1927 fini la saison avec un bilan de 8–0–1,le nul réalisé contre TCU à Fort Worth au Texas, ce qui leur vaudra le titre de champion accordé rétroactivement par Sagarin Rating et Sagarin ELO-Chess.
- En 1939, les Aggies sont invaincus et sont élus no 1 par l'APP Poll (peu de temps après sa création) ainsi que par huit (sur douze) autres organismes majeurs de cotation. Ce titre est le seul largement reconnu au niveau du pays.
- L'équipe de 1917 termine la saison avec un bilan de 8–0–0. Les organismes de cotation 1st-N-Goal et James Howell lui décerneront le titre de champion national. Néanmoins, Texas A&M ne revendiquera jamais pas ce titre de champion.

| Saison               | Entraîneur           | Organisme de sélection                                                  | Bilan de saison régulière | Bowl                                        |
| -------------------- | -------------------- | ----------------------------------------------------------------------- | ------------------------- | ------------------------------------------- |
| 1919                 | Dana X. Bible (en)   | Billingsley Report, National Championship Foundation                    | 10–0                      | -                                           |
| 1927                 | Dana X. Bible        | Sagarin Ratings, Sagarin ELO-Chess                                      | 8–0–1                     | -                                           |
| 1939                 | Homer H. Norton (en) | AP, College Football Researchers Association, Helms Athletic Foundation | 11–0                      | G, Sugar Bowl 1940 Texas A&M 14 - 13 Tulane |
| Titres nationaux : 3 |                      |                                                                         |                           |                                             |

### Titre de conférence
Les Aggies ont remporté 18 titres de conférence, les dix-sept premiers titres obtenus en Southwest Conference et la dernière en Big 12 Conference en 1998.
| Saison                                           | Conférence           | Entraîneur           | Bilan de saison | Bilan en conférence |
| ------------------------------------------------ | -------------------- | -------------------- | --------------- | ------------------- |
| 1917                                             | Southwest Conference | Dana X. Bible (en)   | 8-0             | 2-0                 |
| 1719                                             | Southwest Conference | Dana X. Bible        | 10-0            | 4-0                 |
| 1921                                             | Southwest Conference | Dana X. Bible        | 6-1-2           | 3-0-2               |
| 1925                                             | Southwest Conference | Dana X. Bible        | 7-1-1           | 4-1                 |
| 1927                                             | Southwest Conference | Dana X. Bible        | 8-0-1           | 4-0-1               |
| 1939                                             | Southwest Conference | Homer H. Norton (en) | 11-0            | 6-0                 |
| 1940†                                            | Southwest Conference | Homer H. Norton      | 9-1             | 5-1                 |
| 1941                                             | Southwest Conference | Homer H. Norton      | 9-2             | 5-1                 |
| 1956                                             | Southwest Conference | Paul "Bear" Bryant   | 9-0-1           | 6-0                 |
| 1967                                             | Southwest Conference | Gene Stallings (en)  | 7-4-1           | 6-1                 |
| 1975†                                            | Southwest Conference | Emory Bellard        | 10-2            | 6-2                 |
| 1985                                             | Southwest Conference | Jackie Sherrill (en) | 10-2            | 7-1                 |
| 1986                                             | Southwest Conference | Jackie Sherrill      | 9-3             | 7-1                 |
| 1987                                             | Southwest Conference | Jackie Sherrill      | 10-2            | 7-1                 |
| 1991                                             | Southwest Conference | R. C. Slocum (en)    | 10-2            | 8-0                 |
| 1992                                             | Southwest Conference | R. C. Slocum         | 12-1            | 7-0                 |
| 1993                                             | Southwest Conference | R. C. Slocum         | 10-2            | 7-0                 |
| 1998                                             | Big 12 Conference    | R. C. Slocum         | 11-3            | 7-1                 |
| Titres de champion de conférence : 17 SWC, 1 B12 |                      |                      |                 |                     |
| † = co-champions                                 |                      |                      |                 |                     |

### Titre de division
Les Aggies étaient auparavant membres de la Division Sud (South) de la Big 12 Conference entre sa création en 1996 et sa réunion des divisions en 2011. Les Aggies ont ensuite rejoint la SEC comme membres de la Division Ouest (West) en 2012.
| Saisons                            | Division   | Opposant de la finale de conférence | Résultat   |
| ---------------------------------- | ---------- | ----------------------------------- | ---------- |
| 1997                               | Big 12 Sud | Nebraska                            | P, 15 - 54 |
| 1998                               | Big 12 Sud | Kansas State                        | G, 36 - 33 |
| 2010†                              | SEC West   | -                                   | -          |
| Titres de champion de division : 3 |            |                                     |            |
| † = co-champions                   |            |                                     |            |

† : Ce sont les Sooners de l'Oklahoma qui ont représenté la Division Sud pour le match de conférence Big 12 à la suite des règles prévalant en cas d'égalité dans une division - Texas A&M, Oklahoma et Oklahoma State avaient terminés avec des bilans identiques de 6-2.

### Bowls
Texas A&M a participé à 43 bowls, en a remporté 20 et perdu 23. Pendant leurs 81 années passées au sein de la Southwest Conference, ils affichent un bilan en bowls de 12 victoires pour 10 défaites tout en remportant le titre de champion national AP en 1939, pendant leurs 16 années au sein de la Big 12 Conference, 2 victoires pour 9 défaites et pendant les 12 saisons en Southeastern Conference, 6 victoires pour 4 défaites.
| Saison                             | Entraîneur                     | Bowl                                | Adversaire          | Résultat |
| ---------------------------------- | ------------------------------ | ----------------------------------- | ------------------- | -------- |
| 1921                               | Dana X. Bible (en)             | Dixie Classic 1922                  | Centre (en)         | G, 22–14 |
| 1939                               | Homer H. Norton (en)           | Sugar Bowl 1940                     | Tulane              | G, 14–13 |
| 1940                               | Homer H. Norton (en)           | Cotton Bowl Classic 1941            | Fordham             | G, 13–12 |
| 1941                               | Homer H. Norton (en)           | Cotton Bowl Classic 1942            | Alabama             | P, 21–29 |
| 1943                               | Homer H. Norton (en)           | Orange Bowl 1944                    | LSU                 | P, 14–19 |
| 1950                               | Harry Stiteler (en)            | Presidential Cup Bowl               | Georgia             | G, 40–20 |
| 1957                               | Bear Bryant                    | Gator Bowl 1958                     | Tennessee           | P, 00–03 |
| 1967                               | Gene Stallings (en)            | Cotton Bowl Classic 1968            | Alabama             | G, 20–16 |
| 1975                               | Emory Bellard                  | Liberty Bowl 1975                   | Southern California | P, 00–20 |
| 1976                               | Emory Bellard                  | Sun Bowl 1977                       | Florida             | G, 37–14 |
| 1977                               | Emory Bellard                  | Bluebonnet Bowl 1977                | Southern California | P, 28–47 |
| 1978                               | Tom Wilson (en)                | Hall of Fame Classic 1978           | Iowa State          | G, 28–12 |
| 1981                               | Tom Wilson (en)                | Independence Bowl 1981              | Oklahoma State      | G 33–16  |
| 1985                               | Jackie Sherrill (en)           | Cotton Bowl Classic 1986            | Auburn              | G 36–16  |
| 1986                               | Jackie Sherrill (en)           | Cotton Bowl Classic 1987            | Ohio State          | P, 12–28 |
| 1987                               | Jackie Sherrill (en)           | Cotton Bowl Classic 1988            | Notre Dame          | G, 35–10 |
| 1989                               | R. C. Slocum (en)              | John Hancock Bowl 1989              | Pittsburgh          | P, 28–31 |
| 1990                               | R. C. Slocum (en)              | Holiday Bowl 1990                   | BYU                 | G, 65–14 |
| 1991                               | R. C. Slocum (en)              | Cotton Bowl Classic 1992            | Florida State       | P, 20–10 |
| 1992                               | R. C. Slocum (en)              | Cotton Bowl Classic 1993            | Notre Dame          | P, 30–28 |
| 1993                               | R. C. Slocum (en)              | Cotton Bowl Classic 1994            | Notre Dame          | P, 21–24 |
| 1995                               | R. C. Slocum (en)              | Alamo Bowl 1995                     | Michigan            | G, 22–20 |
| 1997                               | R. C. Slocum (en)              | Cotton Bowl Classic 1998            | UCLA                | P, 23–29 |
| 1998                               | R. C. Slocum (en)              | Sugar Bowl 1999                     | Ohio State          | P, 14–24 |
| 1999                               | R. C. Slocum (en)              | Alamo Bowl 1999                     | Penn State          | P, 00–24 |
| 2000                               | R. C. Slocum (en)              | Independence Bowl 2000              | Mississippi State   | P, 41–43 |
| 2001                               | R. C. Slocum (en)              | Galleryfurniture.com Bowl 2001      | TCU                 | G, 28–09 |
| 2004                               | Dennis Franchione (en)         | Cotton Bowl Classic 2005            | Tennessee           | P, 70–38 |
| 2006                               | Dennis Franchione              | Holiday Bowl 2006                   | Cal                 | P, 10–45 |
| 2007                               | Gary Darnell (en) (intérim)    | Alamo Bowl 2007                     | Penn State          | P, 17–24 |
| 2009                               | Mike Sherman                   | Independence Bowl 2009              | Georgia             | P, 20–44 |
| 2010                               | Mike Sherman                   | Cotton Bowl Classic 2011            | LSU                 | P, 24–41 |
| 2011                               | Tim DeRuyter (en) (intérim)    | Meineke Car Care Bowl of Texas 2011 | Northwestern        | G, 33–22 |
| 2012                               | Kevin Sumlin (en)              | Cotton Bowl Classic 2013            | Oklahoma            | G, 41–13 |
| 2013                               | Kevin Sumlin                   | Chick-fil-A Bowl 2013               | Duke                | G, 52–48 |
| 2014                               | Kevin Sumlin                   | Liberty Bowl 2014                   | West Virginia       | G, 45–37 |
| 2015                               | Kevin Sumlin                   | Music City Bowl 2015                | Louisville          | P, 21–27 |
| 2016                               | Kevin Sumlin                   | Texas Bowl 2016                     | Kansas State        | P, 28–33 |
| 2017                               | Kevin Sumlin                   | Belk Bowl 2017                      | Wake Forest         | P, 52–55 |
| 2018                               | Jimbo Fisher (en)              | Gator Bowl 2018                     | NC State            | G, 52–13 |
| 2019                               | Jimbo Fisher (en)              | Texas Bowl 2019                     | Oklahoma State      | G, 24–21 |
| 2020                               | Jimbo Fisher (en)              | Orange Bowl 2021                    | North Carolina      | G, 41–27 |
| 2023                               | Elijah Robinson (en) (intérim) | Texas Bowl 2023 (en)                | Oklahoma State      | P, 21–23 |
| 2024                               | Mike Elko (en)                 | Las Vegas Bowl 2024                 | Trojans de l'USC    | ?        |
| Bilan : 20 victoires - 23 défaites |                                |                                     |                     |          |

## Rivalités
(dernière mise à jour en fin de saison 2024)

### Tigers de LSU
| Matchs joués | 1er match                 | Dernier match              | Victoires d'A&M | Défaites d'A&M | Nuls | % de victoires |
| 67*          | 2 décembre 1899 (G, 52–0) | 26 octobre 2024 (G, 38-23) | 24              | 36*            | 3    | 40,6 %         |

Texas A&M et LSU étaient toutes deux membres de la Southern Intercollegiate Athletic Association de 1903 à 1908 et de 1912 à 1914. Elles sont actuellement toutes deux membres de la SEC.
Le premier match a eu lieu à College Station en 1899, les Aggies gagnant le match 52 à 0.
Il s'agit de la 7e plus ancienne rivalité du football universitaire.
* : 4 victoires des LSU ont été annulées par la NCAA à la suite de violation des règlements (saisons 2012-2015).

### Razorbacks de l'Arkansas
| Matchs joués | 1er match     | Dernier match                | Victoires d'A&M | Défaites d'A&M | Nuls | % de victoires |
| 81           | 1903 (G, 6-0) | 28 septembre 2024 (G, 21-17) | 36              | 42             | 3    | 45,0 %         |

Les Aggies rencontrent les Razorbacks pour la première fois en 1903.
Cette rencontre de rivalité est officiellement dénommée depuis 2009, The Southwest Classic en référence au passage des deux équipes dans la conférence du même nom.
Entre 1934 et 1991, les deux équipes se sont rencontrées chaque année puisqu'elles étaient toutes deux membres de la Southwest Conference. En 1991, cependant, Arkansas quitte cette conférence pour rejoindre la Southeastern Conference. Les matchs de rivalité sont réorganisés depuis la saison 2009 et se jouent sur terrain neutre au Cowboys Stadium. Néanmoins, après le départ de Texas A&M vers la SEC, le match de 2012 est joué au Kyle Field au Texas et celui de 2013 en Arkansas. Le cycle sur terrain neutre reprend par la suite à l'exception de celui de 2020 joué sur le terrain de Texas A&M en raison de la pandémie de Covid-19. Dès la saison 2025, les rencontres auront lieu de nouveau alternativement sur les campus. Le match était prévu pour être organisé au cours des 30 saisons à venir (jusqu'en 2039),, et donc dès 2025, ceux-ci n'auront plus lieu chaque année, la SEC ayant supprimé ses divisions à la suite de son élargissement et les deux universités ne bénéficiant plus de protection lors de l'élaboration des calendriers.
Fin de saison 2024, Arkansas mène les statistiques avec 43 victoires, 36 défaites et 3 nuls.

### Longhorns du Texas
| Matchs joués | 1er match      | Dernier match              | Victoires d'A&M | Défaites d'A&M | Nuls | % de victoires |
| 120          | 1894 (P, 38–0) | 30 novembre 2024 (P, 7–17) | 37              | 77             | 5    | 31,4 %         |

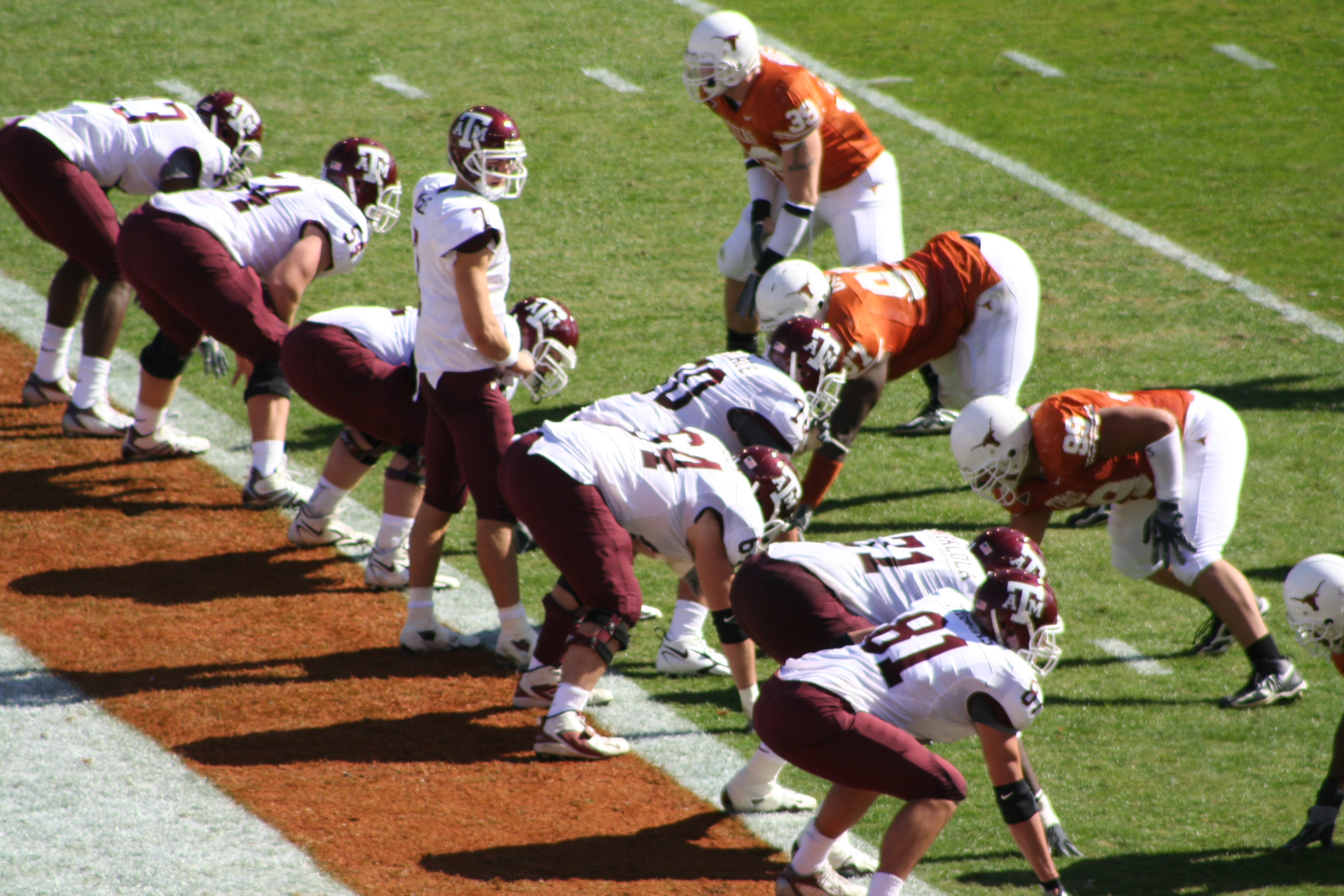
Le Lone Star Showdown de 2006

Le match opposant ces deux équipes est dénommé le Lone Star Showdown (en).
Cette rivalité remonte à 1894. Elle est la plus ancienne rivalité de ces deux équipes et la troisième plus ancienne des équipes de NCAA Division I FBS.
Texas a remporté 77 matchs contre 37 pour Texas A&M et 5 nuls.

### Bears de Baylor
Le match opposant ces deux équipes est dénommé la Battle of the Brazos (en).
| Matchs joués | 1er match      | Dernier match              | Victoires d'A&M | Défaites d'A&M | Nuls | % de victoires |
| 108          | 1899 (G, 33-0) | 15 octobre 2011 (G, 55-28) | 68              | 31             | 9    | 63,0 %         |

### Red Raiders de Texas Tech
| Matchs joués | 1er match                 | Dernier match             | Victoires d'A&M | Défaites d'A&M | Nuls | % de victoires |
| 70           | 8 novembre 1927 (G, 47-6) | 8 octobre 2011 (G, 45-40) | 37              | 32             | 1    | 52,9 %         |

### Horned Frogs de TCU
| Matchs joués | 1er match      | Dernier match                                        | Victoires d'A&M | Défaites d'A&M | Nuls | % de victoires |
| 92           | 1897 (P, 6-30) | 28 décembre 2001 (G, 28-9) Galleryfurniture.com Bowl | 56              | 29             | 7    | 60,9 %         |

### Mustangs de SMU
| Matchs joués | 1er match                 | Dernier match               | Victoires d'A&M | Défaites d'A&M | Nuls | % de victoires |
| 81           | 23 octobre 1916 (G, 62-0) | 20 septembre 2014 (G, 58-6) | 45              | 29             | 7    | 55,5 %         |

### Owls de Rice
| Matchs joués | 1er match                 | Dernier match                | Victoires d'A&M | Défaites d'A&M | Nuls | % de victoires |
| 82           | 9 novembre 1914 (G, 32-7) | 13 septembre 2014 (G, 38-10) | 52              | 27             | 3    | 63,4 %         |

## Récompenses individuelles

### Trophée Heisman
Cinq Aggies ont terminé dans le Top5 du trophée Heisman et deux l'ont remporté :
| Saison | Nom                  | Poste | Classement |
| ------ | -------------------- | ----- | ---------- |
| 1939   | John Kimbrough (en)  | FB    | 5e         |
| 1940   | John Kimbrough       | FB    | 2e         |
| 1957   | John David Crow (en) | RB    | 1er        |
| 2012   | Johnny Manziel       | QB    | 1er        |
| 2013   | Johnny Manziel       | QB    | 5e         |

### Autres trophées
| - AP Player of the Year Johnny Manziel (2012) - Davey O'Brien Award Johnny Manziel (2012) - Outland Trophy Luke Joeckel (2012) - Dick Butkus Award Von Miller (2010) - Chuck Bednarik Award Dat Nguyen (1998) - Lombardi Award Dat Nguyen (1998) | - Lou Groza Award Randy Bullock (2011) - Ray Guy Award Braden Mann (2018) - Manning Award Johnny Manziel (2012) - Archie Griffin Award Johnny Manziel (2012) - Jim Parker Trophy Luke Joeckel (2012) - Jack Lambert Trophy Dat Nguyen (1998) Von Miller (2010) | - Chic Harley Award John David Crow (1957) Johnny Manziel (2012) - Bill Willis Trophy Myles Garrett (2015) - Wuerffel Trophy Trevor Knight (2016) - SWC Coach of the Year R.C. Slocum (1991, 1992, 1993) - SEC Coach of the Year Kevin Sumlin (2012) |

## Aggies au College Football Hall of Fame
| Nom                          | Saisons         | Année d'intronisation |
| ---------------------------- | --------------- | --------------------- |
| Madison A. "Matty" Bell (en) | 1929–1933       | 1955                  |
| Dana X. Bible (en)           | 1917, 1919–1928 | 1951                  |
| Paul "Bear" Bryant           | 1954–1957       | 1986                  |
| Homer H. Norton (en)         | 1934–1947       | 1971                  |
| Gene Stallings (en)          | 1965–1971       | 2010                  |
| RC Slocum (en)               | 1982–2002       | 2012                  |

| Nom             | Poste | Saisons   | Année d'intronisation |
| --------------- | ----- | --------- | --------------------- |
| Ray Childress   | DT    | 1981–1984 | 2010                  |
| John David Crow | HB    | 1955–1957 | 1976                  |
| Dave Elmendorf  | S     | 1968–1970 | 1997                  |
| Jacob Green     | DE    | 1977–1979 | 2019                  |
| Joel Hunt       | HB    | 1925–1927 | 1967                  |
| John Kimbrough  | FB    | 1938–1940 | 1954                  |
| Charlie Krueger | T     | 1955–1957 | 1983                  |
| Dat Nguyen      | LB    | 1995–1998 | 2017                  |
| Jack Pardee     | FB    | 1954–1956 | 1986                  |
| Joe Routt       | G     | 1935–1937 | 1962                  |
| Gene Stallings  | DB    | 1954–1956 | 2010                  |
| Joe Utay        | HB    | 1905–1907 | 1974                  |

## Aggies au Pro Football Hall of Fame
| Nom            | Poste | Saisons   | Année d'intronisation | Réf.   |
| -------------- | ----- | --------- | --------------------- | ------ |
| Yale Lary (en) | S     | 1948–1951 | 1979                  | [ 17 ] |

## Le stade

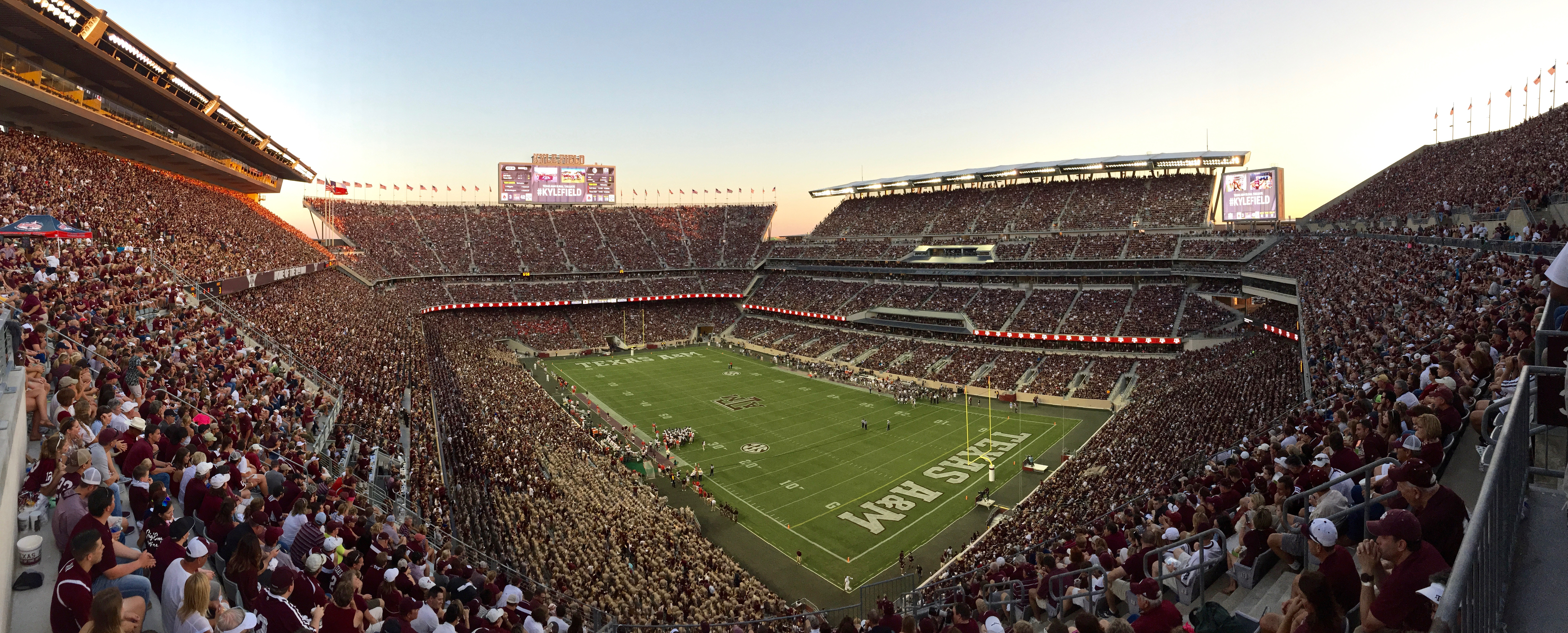
Le stade Kyle Field en 2015.

Les Aggies jouent leurs matchs à domicile au Kyle Field. Sa forme était rudimentaire entre 1904 et 1903 avant qu'il ne soit construit en béton en 1927.
Sa capacité de 102 733 places en 2015 en a fait le plus grand stade de la Southeastern Conference et du Texas, le 4e de la NCAA et des États-Unis et le 6e du monde.

## Mascotte «Reveille»
Reveille (en) est la mascotte officielle de l'université Texas A&M. Les étudiants ont adopté le premier « Reveille », un chien de race mixte, en 1931,. Les cadets ont collecté 100 $ pendant la Seconde Guerre mondiale pour en faire de un général, dans le cadre d'une collecte de fonds pour le Corps K-9. « Reveille » est le membre le plus haut gradé du corps des Corps des Cadets de Texas A&M (en).

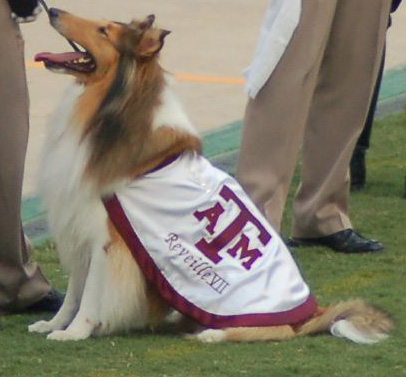
« Reveille VII » photographié en 2006.

Huit ans après la mort du premier « Reveille », un diplômé de l'université fait don d'un berger Shetland pour qu'il devienne la deuxième mascotte officielle, « Reveille II ». « Reveille III » a été le premier à être un Rough Collie de race pure ; toutes les mascottes ultérieures ont appartenu à cette race. « Reveille IV », V, VI, VII et VIII sont décédés respectivement en 1989, 1999, 2003, 2013 et 2018. « Reveille IX » a servi du 9 mai 2015 jusqu'à sa retraite le 30 avril 2021. Elle a ensuite résidé au Stevenson Companion Animal Life-Care Center sur le campus. La mascotte actuelle, « Reveille X », assume son rôle de mascotte depuis le 30 avril 2021, à l'occasion de la revue finale du Corps des cadets,. À ce jour, tous les « Reveille » étaient des femelles.
À leur mort, les mascottes sont enterrés dans un cimetière spécial situé à l'extérieur de l'extrémité nord de Kyle Field. Les corps sont posés face à la zone d'extrémité sud et au tableau d'affichage. Après la construction de l'ajout de Kyle Field à l'extrémité nord, bloquant la vue du tableau d'affichage, un petit tableau d'affichage a été placé à l'extérieur du stade, nommé Tableau d'affichage du « Reveille », afin que la tradition puisse perdurer.

## Traditions

### 12ehomme

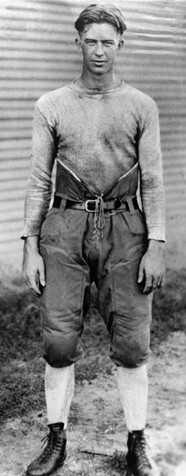
, à la base du « 12th Man ».

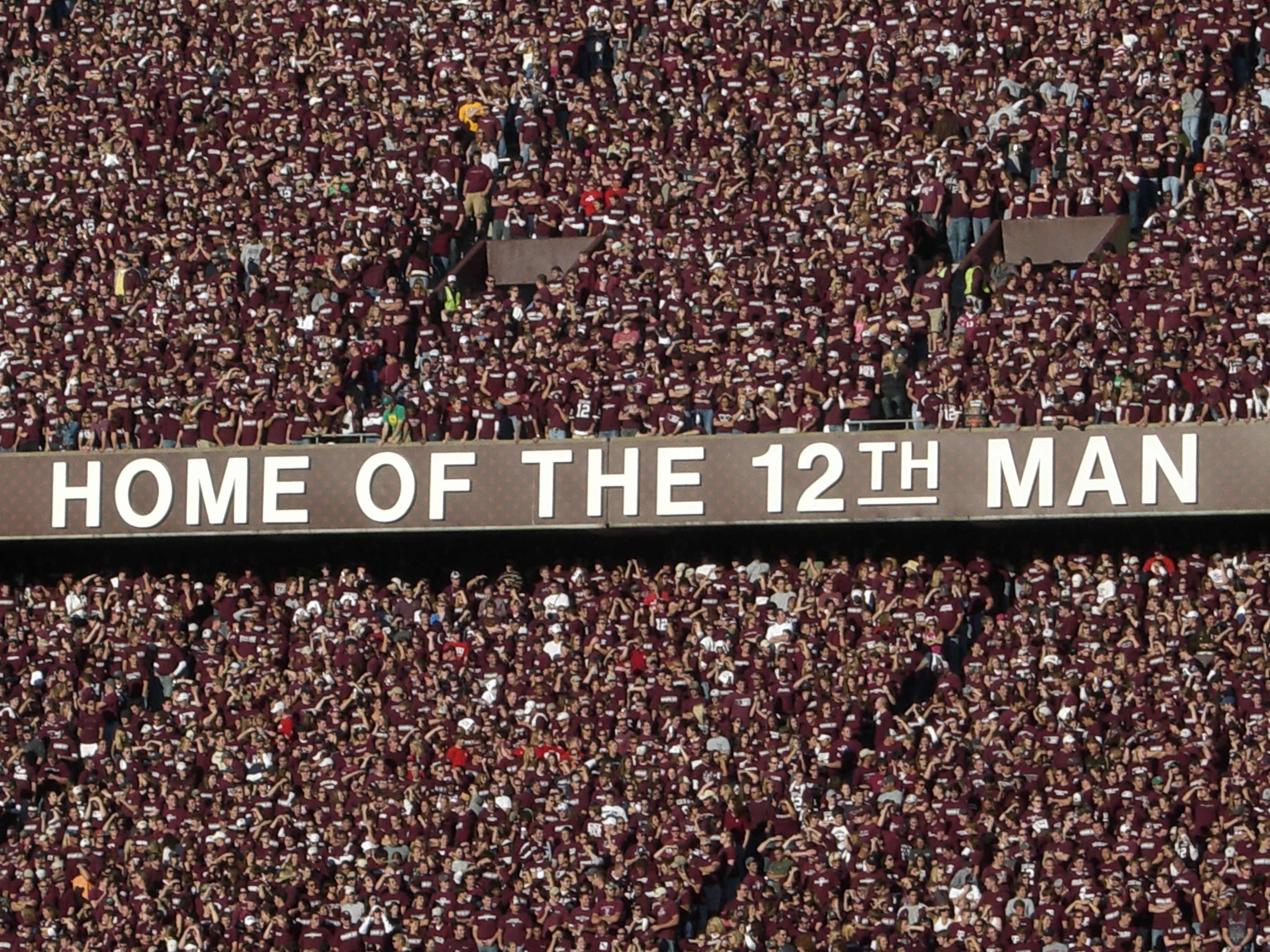
Le slogan du « 12th Man » et le Maroon Out au Kyle Field en novembre 2006.

La tradition du « 12th Man » (« Douzième Homme ») est née le 2 janvier 1922, alors que les Aggies jouaient en déplacement contre Center College, équipe la mieux classée du pays. Alors que le match âprement disputé avançait et que les Aggies puisaient profondément dans leurs réserves, l'entraîneur Dana X. Bible s'est souvenu d'un joueur qui n'était pas en uniforme mais qui présent dans la tribune de presse pour aider les journalistes à identifier les joueurs. Son nom était E. King Gill (en), ancien joueur de football qui ne jouait alors plus qu'au basket-ball. Gill est rappelé des tribunes. Il enfile un maillot des Aggies et reste prêt à jouer pendant le reste du match, que Texas A&M remporte finalement 22 à 14. À la fin du match, E. King Gill était le seul homme à être resté sur la touche pour les Aggies. Il déclare plus tard: "J'aurais aimé pouvoir dire que je suis entré et que j'ai couru pour le touchdown gagnant, mais je ne l'ai pas fait. Je suis simplement resté là au cas où mon équipe aurait eu besoin de moi.".
Même si Gill n'a pas participé au match, il a accepté l'appel pour aider son équipe. Il a fini par être considéré comme le douzième homme parce qu'il se tenait prêt à intervenir au cas où les onze hommes auraient eu besoin d'aide. Cet esprit de disponibilité au service, ce désir de soutien et cet enthousiasme ont contribué à allumer une flamme de dévotion parmi l’ensemble des étudiants ; un esprit qui s’est vigoureusement développé au fil des années. L’ensemble des étudiants d’A&M est le « douzième homme », et ils se tiennent debout pendant tout le match pour montrer leur soutien, le 12e homme étant toujours dans les tribunes, attendant d'être appelé en cas de besoin pour remplacer n'importe quel joueur blessé. Dans une autre démonstration de respect, les étudiants descendent des gradins chaque fois qu'un joueur est blessé ou lorsque la fanfare joue l'« Aggie War Hymn ou « The Spirit of Aggieland. À la fin de l'« Aggie War Hymn, les supporters se balancent d'avant en arrière, provoquant le déplacement du pont supérieur du stade. Ce chant a été désigné chanson de combat universitaire no 1 par USA Today en 1997.
Une statue d'E. King Gill a été érigée sur le campus.
Cette tradition a pris un aspect différent dans les années 1980 lorsque l'entraîneur Jackie Sherrill a créé une 12e équipe qui prenait place sur le terrain lors du kickoff du match et qui était composée d'étudiants non sportifs sélectionnés après quelques essais. Cette équipe a très bien performé et a maintenu ses adversaires à l'une des moyennes de yards par retour les plus basses de la ligue. Plus tard, l'entraîneur principal R.C. Slocum a changé l'équipe pour n'autoriser qu'un seul représentant de la 12e équipe dans l'équipe au coup d'envoi,.
En octobre 1998, une nouvelle tradition de 12e homme a commencé, le Maroon Out. Alors que l'équipe se préparait à affronter Nebraska à domicile, le corps étudiant est passé à l'action. Dans le but de créer une mer d'esprit marron dans les tribunes, 31 000 t-shirts marrons portant les mots Maroon Out ont été vendus à faible prix aux spectateurs du match. Même les fans du Nebraska ont reconnu après le match que l'intensité de l'esprit Maroon Out avait fait une différence dans le match ; conduisant à la victoire 28 à 21 d'A&M, comme l’exprimait le The Daily Nebraskan (en) le 12 octobre 1998 :
« A game that was dubbed a maroon-out for Texas A&M fans proved to be a lights out for Nebraska. The fans dressed themselves in maroon T-shirts in an attempt to wash out the red and white that opponents have gotten used to. It worked. »
— The Daily Nebraskan, 

« Un match qui a été surnommé maroon out pour les fans de Texas A&M s'est avéré être une véritable extinction pour le Nebraska. Les fans se sont habillés de T-shirts marrons pour tenter d'effacer le rouge et le blanc des adversaires. Ça a marché. »
— 
Aujourd'hui, le corps étudiant est prêt à accueillir l'équipe, vêtu de sa chemise marron pour chaque match à domicile.
Le 30 juin 2014, Texas A&M rachète le nom de domaine 12thman.com, qui devient alors son site officiel sportif,.

### Feu de joie
Le feu de joie ou Aggie Bonfire était une tradition de longue date dans le cadre de la rivalité avec l'Université du Texas à Austin. Les étudiants de Texas A&M construisaient et brûlaient un grand feu de joie sur le campus chaque automne. Connu au sein de la communauté Aggie simplement sous le nom de Bonfire, l'événement annuel d'automne symbolisait le « désir ardent des étudiants de vaincre l'enfer ». Le feu de joie était traditionnellement allumé autour de Thanksgiving en conjonction avec les festivités entourant le match annuel entre les écoles.
Le premier feu sur le campus a lieu en 1909 et la tradition s'est poursuivie pendant les 90 années suivantes. Pendant près de deux décennies, il a été construit à partir de débris et de morceaux de bois « trouvés » par les Aggies, y compris du bois destiné à un dortoir que les étudiants se sont approprié en 1912. L'événement est reconnu officiellement par l'université en 1936 et, pour la première fois, les élèves sont équipés de haches, de scies et de camions pour débiter un bosquet d'arbres morts à la périphérie de la ville. Au cours des années suivantes, il devient plus élaboré et, en 1967, ses flammes pouvaient être vues à 40 km de distance. En 1969, il établit un record du monde puisqu'il atteint les 30 mètres de haut,.
En 1978, Bonfire ressemble à un gâteau de mariage, les piles supérieures de bûches étant calées au-dessus des piles inférieures. La structure est construite autour d'un pôle central fortifié constitué de deux poteaux téléphoniques. La tradition disait que si Bonfire brûlait jusqu'à minuit, A&M gagnerait le match du lendemain mais, avec la structure en forme de gâteau de mariage, le bois du feu s'est consumé très rapidement, le feu ne brûlant parfois que pendant seulement 30 ou 45 minutes.
À 2 h 42 du matin le 18 novembre 1999, l'Aggie Bonfire, partiellement achevé, mesurant 10 m de haut et composé d'environ 5 000 bûches, s'est effondré pendant sa construction. Sur les 58 étudiants et anciens étudiants travaillant sur la pile, 12 ont été tués et 27 autres ont été blessés. Le 25 novembre 1999, date à laquelle Bonfire aurait brûlé, les Aggies ont à la place organisé une veillée et une cérémonie du souvenir. Plus de 40 000 personnes, dont l'ancien président George H. W. Bush et son épouse Barbara, ainsi que le gouverneur du Texas de l'époque, George W. Bush et son épouse Laura, ont allumé des bougies et observé jusqu'à deux heures de silence sur le site de l'effondrement du Bonfire. Le Bonfire Memorial a été officiellement inauguré le 18 novembre 2004.
Le feu de joie a été reporté à 2002 afin de le restructurer pour le rendre plus sûr. Des retards dans l'élaboration d'un plan de sécurité et un coût estimé élevé (principalement dû à l'assurance responsabilité civile) ont conduit le président de l'université, Ray Bowen, à reporter Bonfire indéfiniment. Malgré le refus de l'université d'autoriser la tenue d'un feu de joie sur le campus, depuis 2002, un feu de joie non reconnu par l'université brûle chaque année. Connu sous le nom de Student Bonfire, l'événement hors campus attire entre 8 000 et 15 000 fans. Student Bonfire  se déroule sous de nombreux changements par souci de sécurité et n'a enregistré que deux blessures graves depuis sa création, aucune ne mettant la vie en danger. La nouvelle pile a été conçue par un ingénieur professionnel (un ancien étudiant) et comporte un poteau central avec 4 poteaux périmétriques reliés par des « manches à vent ». Dans la nouvelle conception, la hauteur est plafonnée à 45 pieds (sans compter les appentis) et toutes les bûches touchent le sol. L'alcool est strictement interdit lors de toutes les activités autour du feu de joie des étudiants, car il a été révélé qu'un certain nombre d'étudiants travaillant sur le feu de joie effondré en 1999 avaient un taux d'alcoolémie supérieur à la limite légale.

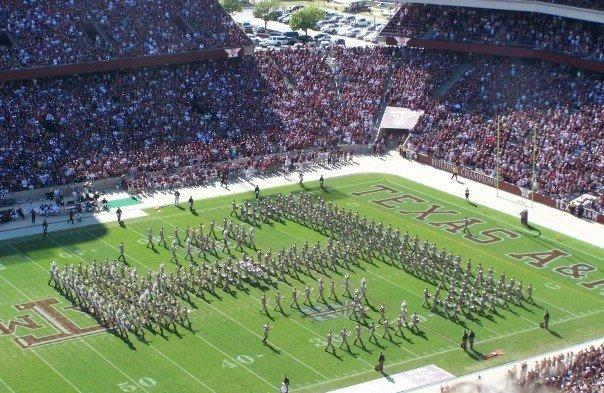
La fanfare en formation TAM à la mi-temps d'un match au Kyle Field.

### Fanfare
La Fightin' Texas Aggie Band (également connue sous le nom de The Noble Men of Kyle ou Aggie Band) est la fanfare officielle de l'université. Composée de plus de 400 hommes et femmes du Corps des cadets de l'université (en), c'est la plus grande fanfare militaire au monde. Les manœuvres complexes en ligne droite, exécutées exclusivement lors des marches traditionnelles, sont si compliquées et précises que les simulations informatiques indiquent qu'elles ne peuvent pas être exécutées.
Depuis sa création en 1894, ses membres mangent ensemble, dorment dans les mêmes dortoirs et s'entrainent jusqu'à quarante heures par semaine en plus d'un horaire académique chargé. L'Aggie Band se produit lors de tous les matchs à domicile, à certains matchs à l'extérieur et aux cérémonies universitaires et parades militaires tout au long de l'année. Parmi les autres événements auxquels le groupe a participé, citons les défilés d'investiture de nombreux présidents des États-Unis et gouverneurs du Texas, de grands défilés annuels à travers le pays et la cérémonie d'inauguration de la bibliothèque présidentielle George H. W. Bush,,.

### Midnight Yell Practice

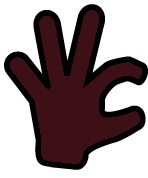
Le signe de main de la Wrecking Crew.

Le Midnight Yell Practice est un rassemblement d'encouragement généralement organisé la veille d'un match. Si le match doit avoir lieu au Kyle Field, il a lieu la veille du match à minuit. Si le match de football se joue à l'extérieur, un rassemblement a lieu le jeudi soir précédent aux Corps Arches situé sur le campus mais le Midnight Yell aura lieu dans la ville où le match se joue.

### Wrecking Crew

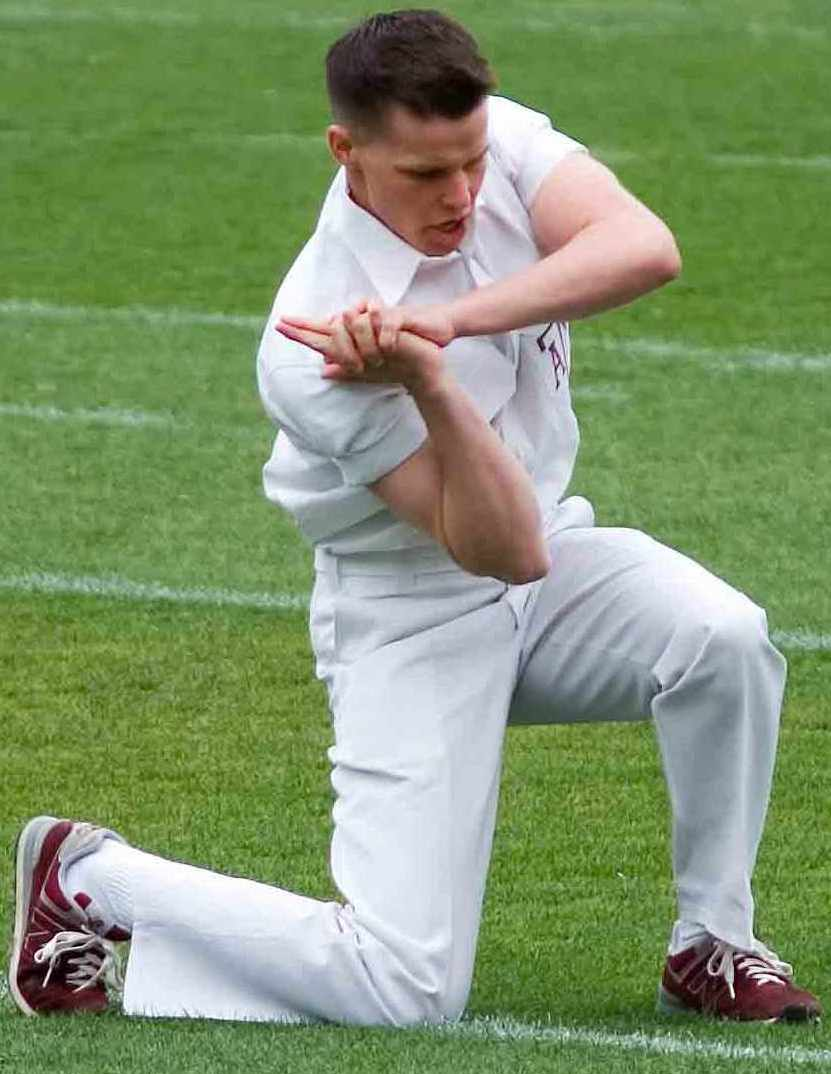
Lans Martin, membre des Yell Leaders, au Kyle Field effectuant le "Gig 'Em".

Le terme Wrecking Crew est un nom donné aux défenses des équipes de football américain,.
Le terme, inventé par le defensive back Chet Brooks (en), devient populaire durant l'ère de 'entraîneur principal R. C. Slocum (en) dans les années 1980s et 1990s. Après son licenciement, beaucoup de fans, d'entraîneurs et d'analyste sportifs estimaient que la défense de Texas A&M ne méritaient ce titre,. Malgré cela, l'université conserve les droits de marque sur ce terme.

### Yell Leaders
Le groupe des Yell Leaders (en) comprend cinq étudiants qui dirigent les encouragements des fans lors des matchs. L'équipe comprend trois seniors et deux juniors élus par le corps estudiantin. Ils remplacent les traditionnel(le)s "cheerleaders" et exercent la plupart des même fonctions à l'exception des mouvements de gymnastique et de danse. Ils participent également aux activités d'après match telles que le plongeon dans l'étang à poissons si l'équipe gagne ou la direction du corps estudiantin lors du chant « The Twelfth Man » si l'équipe perd.

### Hymnes de combat
L'hymne de combat des Aggies (Aggie War Hymn) est l'hymne de guerre officielle de l'université A&M du Texas. Il a été écrit en quelques semaines par J.V. « Pinky » Wilson, un ancien étudiant, alors qu'il était assis dans une tranchée de la forêt d'Argonne en France en octobre 1918 sous les bombardements allemands. Pinly a écrit les paroles de sa chanson au dos d'une lettre qu'il avait reçue de sa famille originaire de Florence au Texas. Il a ensuite ajouté de la musique à ses paroles après la signature de l'armistice en novembre 1918. Après son retour à l'automne 1919, la chanson a été adoptée par Texas A&M en 1920.
Wilson a écrit un « premier » couplet sur demande en 1938, mais ce couplet n'a jamais été adopté par le corps étudiant et est rarement chanté.
Même si Saw Varsity's Horns Off suit normalement l'hymne de guerre, il est en fait antérieur à celui-ci et n'a pas été écrit par Wilson. Il a été incorporé en 1920 par le directeur de l'Aggie Band, George Fairleigh.
| Intro                                                           | Couplet 1 | Couplet 2 |
| --------------------------------------------------------------- | --- | --- |
| « Hullabaloo, Caneck ! Caneck ! Hullabaloo, Caneck ! Caneck ! » | « All hail to dear old Texas A&M, Rally around Maroon and White, Good luck to the dear old Texas Aggies, They are the boys who show the fight. That good old Aggie spirit thrills us. And makes us yell and yell and yell; -- So let's fight for dear old Texas A&M, We're goin' to beat you all to -- Chig-gar-roo-gar-rem ! Chig-gar-roo-gar-rem ! Rough ! Tough ! Real stuff ! Texas A&M ! » | « Good-bye to texas university. So long to the orange and white. Good luck to the dear old Texas Aggies, They are the boys who show the real old fight. The eyes of Texas are upon you. That is the song they sing so well, (SOUNDS LIKE HELL!) So, good-bye to texas university, We're goin' to beat you all to -- Chig-gar-roo-gar-rem ! Chig-gar-roo-gar-rem ! Rough! Tough ! Real stuff ! Texas A&M ! » |

| « Saw Varsity's Horns Off ! Saw Varsity's Horns Off ! Saw Varsity's Horns Off ! Short ! » « Varsity's Horns are Sawed Off ! Varsity's Horns are Sawed Off ! Varsity's Horns are Sawed Off ! Short ! » |